# Pasqual Sanz Barrera

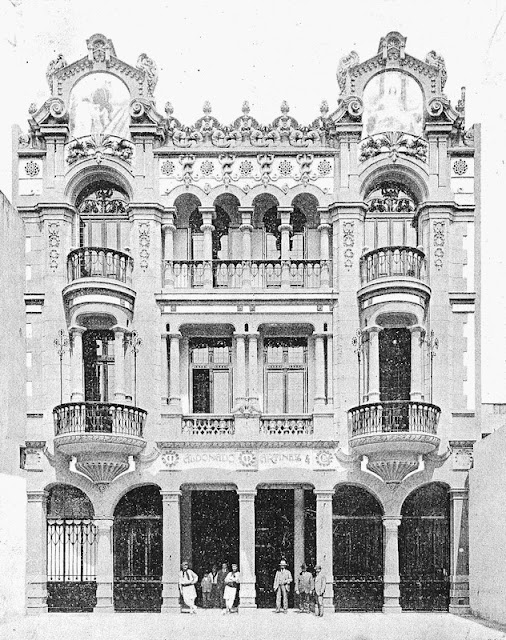
Casa Maldonado, Martínez y Companía a Buenos Aires (1912)

Pasqual Sanz Barrera va ser un arquitecte notable nascut a València el 1870. Va completar els seus estudis d'arquitectura a Barcelona el 1899 i va exercir com a arquitecte municipal a la mateixa ciutat. Sanz Barrera va participar en la reforma del nucli antic de la ciutat i va contribuir a projectes d'urbanisme. Va ser reconegut pel seu treball en la restauració de la Catedral de la Seu d'Urgell junt amb Puig i Cadafalch, que li va valer el títol de "Soci de Mèrit" i li valgué la segona medalla a l’Exposición Nacional de Madrid del 1904. Entre les seves obres hi ha la reforma del Cercle Mallorquí de Palma (1899), feta en col·laboració, la reconstrucció del Teatre de Terrassa (1908) i la Casa Martínez, Maldonado y Compañía a Buenos Aires (1912). Sanz Barrera va morir a Buenos Aires, Argentina, el 25 d'agost de 1918.